# Piekary (Legnica)
Piekary (niem. Beckern) – osiedle we wschodniej części Legnicy; powstawało w latach 1981–1992, oddalone 4 kilometry od centrum miasta.
Osiedle ma 4 główne ulice: Sudecka, Iwaszkiewicza oraz Rondo Niepodległości, które przecinają ulice Piłsudskiego oraz Sikorskiego.

## Zabudowa
Osiedle jest podzielone na:
- Piekary A
- Piekary B
- Piekary C

Jednostka Piekary "A" oraz "C" zabudowana jest wieżowcami do 13 kondygnacji. Jednostka "B" zabudowana jest blokami do 5 kondygnacji, wykonana zabudowa jest z wielkiej płyty.
Najstarszą częścią, jest jednostka A.
Tereny przy ulicy Sudeckiej zabudowane są domami jednorodzinnymi - jednostka B.
Na osiedlu znajdują się 2 rzymskokatolickie parafie: pw. Podwyższenia Krzyża Świętego i pw. Najświętszego Serca Pana Jezusa; znajduje się tu również Dom Modlitwy Zielonoświątkowców.
Budynki oświatowe to: Prywatna Szkoła Podstawowa, Zespół Szkół Ogólnokształcących nr 3, Szkoły Podstawowe nr 16, 17 oraz 20, Zespół Szkół Integracyjnych, Gimnazjum nr 2 oraz 9, znajdują się także żłobki i przedszkola. Na osiedlu prowadzony jest Dom Kultury oraz filia Teatru Modrzejewskiej w Legnicy. Na osiedlu działa kryta pływalnia, oraz filia biblioteki. Przy ulicy Iwaszkiewicza znajduje się Wojewódzki Szpital Specjalistyczny w Legnicy oraz przychodnie i Szpital Onkologiczny.

## Komunikacja
Główną ulicą w osiedlu jest Aleja Marszałka Józefa Piłsudskiego, która łączy osiedle z centrum miasta, oraz ulica Generała Władysława Sikorskiego, która prowadzi do drogi krajowej nr 94. Małą obwodnicę osiedla stanowią ulice Jarosława Iwaszkiewicza oraz Sudecka.
W Osiedlu znajdują się dwie pętle autobusowe - przy ulicy Śląskiej, przebiegają przez nią linie autobusowe MPK Legnica: (2,3), oraz przy ulicy Jarosława Iwaszkiewicza, linie: (3, 6, 8, 15, 16, 18, 23, 24, N1). Przez osiedle prowadzą także trasy linia N2.
Przy ulicy Koskowickiej, w pobliżu wiaduktu drogowego w ciągu Alei Marszałka Józefa Piłsudskiego, znajduje się kolejowy przystanek osobowy Legnica Piekary.

## Inwestycje
Na jednostce Piekary B powstaje osiedle mieszkaniowe – Osiedle Sudeckie oraz osiedle Magnolia.
Przez Osiedle Piekary planowane jest poprowadzenie obwodnicy miasta na istniejącej już ulicy Sikorskiego do ulicy Jaworzyńskiej; inwestycja rozpoczęła się w 2008 roku.